# Джойс Керол Оутс
Джойс Керол О́утс (англ. Joyce Carol Oates) (народилась 16 червня 1938) — американська письменниця, драматургиня, викладачка, членкиня Американської академії мистецтв і літератури. Авторка понад 50 романів, 22 збірок оповідань, поетичних збірок, 8 п'єс, документальної книги «Про бокс», збірок критичних статей та есеїв. Час від часу публікує твори під псевдонімами Розамонда Сміт (детективи) і Лорен Келлі. Її здобутки відзначені низкою літературних премій, серед яких Національна книжкова премія США (1970).

## Біографія

### Ранні роки і освіта
Оутс народилась у Локпорті, штат Нью-Йорк у робітничій сім'ї. Батьки — домогосподарка Кароліна Оутс і Фредерік Оутс, проектувальник інструментів. Її сім'я сповідувала католіцизм, але насьогодні вона вважає себе атеїсткою. Оутс зростала в фермерському містечку, але серед представників робітничого класу Міллерспорта, в штаті Нью-Йорк, і описувала рідних як «щасливу, згуртовану і нічим не примітну для нашого часу, місця і економічного становища, сім'ю». Її бабуся по батькові, Бланш Вудсайд, жила з ними і була «дуже дружня» з Джойс. Після її смерті Джойс дізналася, що батько Бланш наклав на себе руки, і згодом вона приховувала своє єврейське походження; пізніше Джойс описала життя бабусі в романі The Gravedigger's Daughter (2007). 1943 року народився її брат Джуніор, а 1956 — сестра Лінн Енн, яка страждає важкою формою аутизму.
На початковому етапі освіти Оутс відвідувала ту ж «школу, що розсташовувалась лише в одному приміщенні», куди ходила її мати в дитинстві. Вона рано зацікавилася читанням і згадує «Алісу в Дивокраї» Льюїса Керролла, подарунок Бланш, який був для малої Джойс на кшталт «великого скарбу дитинства, літератури, що мала надзвичайно сильний вплив на моє життя. Це було кохання з першого погляду!» У ранньому підлітковому віці Джойс жадібно читала Вільяма Фолкнера, Федора Достоєвського, Генрі Девіда Торо, Ернеста Хемінгуея, Шарлотту та Емілі Бронте, чий «вплив і досі дуже сильний». Оутс почала писати у віці 14 років, коли Бланш подарувала їй друкарську машинку. Пізніше Оутс переходила до інших заміських шкіл і 1956 року закінчила середню освіту в Вільямсвільській Південній Вищій Школі, де писала для шкільної газети. Вона була першою в своїй родині, хто закінчив вищу школу.
Оутс виграла стипендію на навчання в Сирак'юському університеті, де вступила до організації «Фі Мю». Вона вважає місто Сирак'юс (Syracuse) «місцем, що надзвичайно бентежить академічно і інтелектуально», тому і намагалась «писати роман за романом, а потім їх викидала, коли закінчувала». Саме в цей час письменниця знайомиться з романами Девіда Герберта Лоуренса, Фленнері О'Коннор, Томаса Манна і Франца Кафки і зазначає, що їхні твори також вплинули на її творчість. У віці дев'ятнадцяти років вона перемогла в конкурсі «Найкраще оповідання коледжу», який був спонсорований журналом «Мадемуазель». Оутс закінчила Сирак'юський університет в 1960 році і отримала ступінь магістра в Університеті Вісконсин-Медісона у 1961 році.
Евелін Шрифт, президент видавничого дому  Vanguard Press , познайомилася з Оутс незабаром після цього. «Вона була незіпсована школою, і я думаю, що вона була геніальна», — говорила Шрифт. Перша книга Оутс, збірка оповідань «Біля Північної брами»(By the North Gate), вийшла друком Vanguard Press 1963 року.

### Літературна діяльність
Коли Оутс було 26,  Vanguard Press  опублікував її перший роман «І, здригаючись, падаю…» ( With Shuddering Fall , 1964). У 1966 надруковано  Where Are You Going, Where Have You Been?  — оповідання, присвячене Бобу Ділану, написане після прослуховування його пісні It's All Over Now, Baby Blue, за мотивами злочинів серійного вбивці Чарльза Шміда, відомого також як «Тусонський ловець щурів». Оповідання багато разів входило до антологій американської короткої прози. 1985 року за його мотивами знято фільм «Приємна розмова» (Smooth Talk) з Лорою Дерн в головній ролі. 2008 року Оутс говорила, що, незважаючи на велику кількість опублікованих творів, вона найбільш відома як авторка оповідання «Куди ти йдеш? Де ти була?» (Where Are You Going, Where Have You Been?)
У наступному оповіданні, «У крижаному районі» (In a Region of Ice (1967)), змальовується захоплення протестом проти світу освіченості і розсудливості, встановленого поколінням батьків, що призводить до депресії головного героя і врешті-решт до вбивства і самогубства молодого талановитого американського студента-єврея. Як і в багатьох інших творах, на написання цієї розповіді Оутс надихнув випадок з реального життя. Авторка була знайома з прототипом головного героя. Вона повертається до цієї теми в однойменному оповіданні зі збірки «Останні дні» ( Last Days (1985)).
Роман Оутс «Їхні життя» («them» (1969)) 1970 року отримав Національну Книжкову Премію США. Хронологія подій охоплює період між 1930-и і 1960-и роками ХХ століття. Місце подій в романі — Детройт, чорне гетто, де процвітаєють злочинність, наркотики і расово-класові зіткнення. Саме там проходять крізь життєві випробування головні герої твору.
Деякі ключові персонажі і події роману «списані» з реальних людей, з якими Оутс була знайома, коли мешкала в цьому місті. З того часу письменниця видавала в середньому по дві книги на рік, здебільшого романи. Здебільшого романістку цікавили сільська біднота, сексуальне насильство, класові суперечності, жадоба влади, жіноча проблематика, питання жіночої самоідентичності, проблеми становлення особистості і впливу на цей процес подій і вражень дитинства і юності, теми містичного і надприродного. Насильство постійно актуалізується в романах і оповіданнях Оутс, що спонукало авторку написати есе у відповідь на питання «Чому у Ваших творах стільки жорстокості?» 1990 року Оутс аналізує свій роман «Тому що це — гірко, тому що це — моя душа» ( Because It Is Bitter, and Because It Is My Heart  (1990)), у якому розкривається теми расових протиріч і «забороненого кохання» між представниками двох рас. Авторка стверджує, що період його написання був «таким напруженим, що здавався наелектризованим».
Оутс — прихильниця поетеси і романістки Сильвії Плат, і висловлюється про її роман «Під скляним ковпаком» як про «майже довершений твір мистецтва», але хоча саму Оутс часто порівнювали з Плат, вона не визнає платівської романтизації суїцид у, і серед героїв Сильвії Плат увагу Джойс Оутс привертають стійкі, сильні чоловіки і жінки, які знаходять сили продовжувати жити і боротися.
На початку 1980-х рр. Оутс почала писати оповідання в жанрі готики і літератури жахів: в період занурення в ці стилі вона говорила, що була під «впливом Франца Кафки» і відчувала «письменницьку спорідненість» з Джеймсом Джойсом.
У 1996 виходить книга Оутс «Ми були родиною Малвейнів» ( We Were the Mulvaneys ), роман про руйнування американської сім'ї, що став бестселером після того, як був обраний Книжковим Клубом Опри найкращим романом 2001 року. У 1990х і напочатку 2000х рр. Оутс написала кілька книг, переважно містичні романи та детективи, під псевдонімами «Розамунд Сміт» і «Лорен Келлі».
Протягом більш ніж двадцяти п'яти років про Оутс говорили як про «фаворитку» серед номінантів на Нобелівську Премію з літератури. Серед написаного в Сірак'юському Університеті є сімнадцять її неопублікованих оповідань і чотири незакінчених романи. Сама Оутс стверджувала, що велика частина її ранніх неопублікованих робіт була «з легкістю викинута».
В одній з рецензій на збірку оповідань «Коловорот кохання» («The Wheel of Love»), що вийшла друком 1970 року, йдеться про те, що «талант автора заслуговує на увагу», проте насьогодні «далекий від світової величини».

### Викладацька діяльність
Оутс протягом року викладала в Бомонт, Техас, до переїзду до Детройту в 1962, коли вона почала працювати в Детройтському університеті Мерсі. Унаслідок війни у В'єтнамі, расових заворушень у Детройті, вона приймає пропозицію і переїжджає разом з чоловіком до Канади, щоб викладати в Віндзорському університеті. З 1978 викладає в Принстонському університеті.
1995 року на вступний письменницький курс Оутс прийшов принстонський студент Джонатан Сафран Фоер. Оутс, що зацікавилася його творами, стверджувала, що він володіє «найважливішою для письменника якістю — енергією». Пізніше Фоер згадував, що «вона була першою, хто дав мені зрозуміти, що мені потрібно спробувати писати в якомусь серйозному жанрі. Після цього моє життя дійсно змінилося». Оутс консультувала Фоера при написанні ним випускної дисертації, а також ранньої версії його роману «Повна ілюмінація», опублікованого 1999 року, і який отримав схвалення широкої публіки.

### Приватне життя
Під час навчання в університеті Вісконсин-Медісона, Оутс познайомилася з Реймондом Дж. Смітом, з яким разом вчилася, і 1961 року вони одружилися. Сміт став професором літератури 18-го століття, а пізніше редактором і видавцем. У 1974 році, коли Оутс працювала помічником редактора, подружжя спільно створило літературний журнал «Ontario Review». 1980 року Оутс і Сміт заснували незалежний видавничий будинок «Ontario Review Books». У 2004 році Оутс описує їх зі Смітом спільне життя, як «шлюб родинних умов — ми обидва, мій чоловік і я, цікавимося літературою, читаємо одні й ті ж книги; як тільки він прочитає книгу, її читаю я — ми обмінюємось книгами і обговорюємо прочитане за їжею […], ми дуже згуртована і творча пара». Сміт помер від ускладнень після пневмонії 18 лютого 2008 року. У квітні 2008 року в одному інтерв'ю Оутс заявила: «Після несподіваної смерті чоловіка у мене стало набагато менше енергії […] Моя сім'я — моя любов до чоловіка — були для мене найдорожчими у житті, дорожче письменства. У порівнянні зі смертю чоловіка літературна діяльність зараз мене майже не цікавить». На початку 2009 року Оутс вийшла заміж за Чарльза Гросса, професора Відділення психології та Інституту неврології в Принстоні, який попередньо вже був одружений двічі. Вони познайомилися на званому обіді в будинку Оутс через півроку після смерті Сміта.
Оутс захоплюється бігом і каже, що «в уяві письменник-бігун проноситься просторами і містами своїх творів, як привид в реальному оточенні». Під час бігу вона уявляє сцени зі своїх романів і вирішує структурні проблеми вже написаних чернеток. Письменниця так описує появу ідеї роману «Ти повинен це пам'ятати» («You Must Remember This» (1987)), коли «підняла очі і побачила руїни залізничного моста», то згадала «містичний північний Нью-Йорк у потрібному місці».
1973 року Оутс розпочала детальний щоденник власного особистого і літературного життя, який з часом розрісся до «понад 4000 сторінок друкованого тексту через один інтервал». 2008 року Оутс «відійшла від ведення офіційного щоденника» і замість цього зберігає копії електронних листів. Оутс є членом Ради піклувальників Фундації Пам'яті Джона Симона Гуггенхайма.

### Позиція щодо російського вторгнення в Україну
Постійно критикує фотографії з місць бойових зіткнень з котами, та фото військових з котами, вважаючи їх недостовірними та зрежисованими. 
Під час скандалу з новою книгою Елізабет Ґілберт після анонсу її нової книги про росіян в Сибіру, висловилась, щодо російсько-української війни, як проксі-війни: 
"після нещадного шквалу дописів у Твіттері та «відгуків» на Amazon, якому піддалася Елізабет Гілберт, здебільшого організованого, можна, безперечно, побачити, що на вибори в США певною мірою можуть вплинути іноземні дописи та боти, але це не тільки російські боти, але (нещодавно) і українські боти. якщо це проксі-війна (чи так?), вона частково вестиметься в Інтернеті та в Twitter-і, як на полі битви. Мені вдалося заблокувати два десятки, чи більше справді огидних дописів із цих джерел...."
Українськими ботами авторка вважає, людей котрі не згодні з нею, також опісля, вона висловила свою впевненість в тому, що люди, котрі вважають вихід книги, де романтизують росіян недоречним - все одно б не читали книгу й швидше за все не читають книг взагалі. 
Притримується думки, що якби не було Путіна - не було б і війни. 
Вважає себе про-Українською і анти-Путінською. 

## Творчість
Оутс пише від руки, не використовуючи стенографію, працюючи з «8 ранку до першої години кожен день, потім знову дві або три години ввечері». Творча плодючість стала одним з її найвідоміших характеристик. Газета The New York Times 1989 року назвала ім'я Оутс «синонімом продуктивності», а 2004 року The Guardian зазначила, що «майже кожна рецензія на книгу Оутс починається зі списку [її опублікованих творів]». У журнальній статті, написаній в 1970-ті рр., Оутс зазначає, саркастично звертаючись до своїх критиків: "Так багато книг! Так багато! Очевидно, кар'єра Джойс Керол Оутс досягла найвищої точки, якщо оцінювати за кількістю публікацій; стільки назв, і їй би краще … що? .. залишити всі надії на «репутацію»? […] Але я працюю довго і вперто, і, поки біжить годинник, я, здається, роблю більше, ніж очікувала; більше, безсумнівно, ніж дозволено «серйозному» автору. У мене в запасі ще багато історій […] «. У журналі The New York Review of Books» в 2007 році Майкл Дірда натякає, що зневажлива критика на адресу письменниці "виникає зі страху рецензента: як хтось може судити про нову книгу Оутс, якщо не знайомий з більшістю попередніх творів? З чого він повинен починати?"
Кілька видань надрукували списки найкращих, на їхню думку, книг Оутс з метою допомогти читачам розібратися в величезному списку її творів. У 2003 в статті «Джойс Керол Оутс для чайників» газета «The Rocky Mountain News» радить починати з її ранніх оповідань та таких романів, як «Сад радощів земних» («A Garden of Earthly Delights» (1967)), «Їхні життя» («them» (1969)), «Дивокрай» («Wonderland» (1971)), «Чорна вода» («Black Water» (1992)), and «Білявка» («Blonde» (2000)). У список рекомендацій «The Times» 2006 року увійшли «Їхні життя» («them»), «Про бокс» («On Boxing» (1987)), «Чорна вода» («Black Water»), and «Надзвичайно самотні» («High Lonesome: New & Selected Stories») — твори, написані впродовж 1966—2006 рр., — як «Вибране з Джойс Керол Оутс». «Entertainment Weekly» в 2007 виокремлює таких «фаворитів», як «Дивокрай» («Wonderland»), «Чорна вода» («Black Water»), «Білявка» («Blonde»), «Я заберу тебе з собою» («I'll Take You There» (2002)), and «Водоспад» («The Falls» (2004)). 2003 року Оутс зазначила, що вважає, що запам'ятається читачам, і їй би дуже хотілося, щоб перше знайомство читача з її творчістю відбулось з книги «Їхні життя» («them») або «Білявка» («Blonde»), однак додає, що «могла б запросто змінити кількість назв».

## Нагороди і відзнаки
- 1970 — Національна книжкова премія США за роман «Їхні життя»
- 2010 — Національна гуманітарна медаль США
- 2010 — Всесвітня премія фентезі за найкращий твір короткої форми

## Видання в Україні
Після аварії. Новели/Серія: Зарубіжна новела. — К.: Дніпро, 1979. — 339 c. 
до збірки увійшли твори:
- Здійснення бажань (Accomplished Desires) - переклад Ольги Лєнік
- Ти (You) - переклад Марії Венгренівської
- На порозі ночі (By the North Gate) - переклад Оксани Тараненко
- Мертві (The Dead) - переклад Михайла Тупайла
- Після аварії (Convalescing) - переклад Віктора Батюка
- Безпритульні діти (Stray Children) - переклад Віктора Батюка
- Чекання (Waiting) - переклад Михайла Тупайла
- Мито (Customs) - переклад Тараса Кінька
- Норман і вбивця (Norman and Killer) - переклад Віктора Батюка
- Перша сутичка (First Views of the Enemy) - переклад Віктора Батюка
- Біла імла (The Fine White Mist of Winter) - переклад Віктора Батюка
- Спадщина (A Legacy) - переклад Оксани Тараненко
- Смерть місіс Шір (The Death of Mrs. Sheer) - переклад Марії Венгренівської